# Спілве (Бабітська волость)
Спілве (латис. Spilve) — село у Бабітській волості Бабітського краю Латвії; до 1 липня 2009 року входило до складу Ризького району. Знаходиться за Спілвським полдером біля західної межі Риги на північ від автошляху А5, у 4,5 км від центру краю — населеного пункту Пінькі та у 12 км від центру Риги. Займає територію між межами Риги та Юрмали; на півдні межує з Бабіте, на півночі — з селом Межарес.
У Спілве знаходиться селекційний та дослідний розсадник рододендронів «Бабіте» Латвійського університету та завод з виробництва продуктів харчування «Spilva».

## Історія
Населений пункт Спілве був утворений наприкінці ХХ століття, коли у Пририжжі стрімко почали розвиватися райони індивідуальної забудови.
Село утворилося уздовж історичного волосного шляху, що сполучав стару дорогу на Юрмалу із дорогою на Варнукрогс. До села Спілве увійшла частина історичного села Бабіте. На початку ХХ століття на території села Спілве знаходилися такі садиби, як Силині (латис. Siliņi), Катлині (латис. Katliņi), Алсте (латис. Alste) та Капенієкі (латис. Kapenieki).